# Sofia Jannok
Brita Maret Sofia Jannok, född 15 september 1982 i Arvidsjaurs församling, är en svensk-samisk artist. Jannok sjunger vanligen på nordsamiska och hennes skivutgivning uppvisar stilar som jazz, pop, visa och rap.

## Sångarkarriär
Sofia Jannok ingick tidigare tillsammans med Anna Kärrstedt i duon Sofia och Anna. Hon uppträdde i mellanakten i Melodifestivalen 2009 med Waterloo på samiska ("Čáhcceloo"). Den 30 juni 2009 var hon sommarpratare i Sveriges Radio P1, och dagen efter, den 1 juli, medverkade hon i SVT:s program från Skansen i Stockholm om invigningen av Sveriges ordförandeskap i EU. Vid Riksmötets öppnande i Riksdagshuset i Stockholm 15 september 2009 framförde hon "Samelands vidder". Tillsammans med Mariela Idivuoma var hon programledare vid musikfestivalen Liet-Lávlut 2006. Jannok ledde programserien Mailbmi – små folk stor musik i Sveriges Radio P2. Den 23–30 maj 2010 uppträdde Jannok i Kina på utställningar, barer och klubbar, bland annat i Shanghai och Peking samt den 4–5 juni 2010 deltog Jannok i Talvatisfestivalen i Jokkmokk. Sofia Jannok är tvåfaldigt nominerad till Grammis.

## Aktivism
Jannok är engagerad i frågor som  ursprung, natur, kolonialism, folkmord och rasism. I sociala medier har hon flera gånger tagit ställning mot gruvnäringens etablering i Sameland samt verkat för miljön i olika sammanhang. Hon deltog i klimatkonferensen COP 21, Paris 2015, både genom både officiellt anförande och demonstrationer.
Under invigningen av Kulturhuvudstadsåret i Umeå 2014 genomförde Jannok en antirasistisk manifestation tillsammans med Cleo och Kristin Amparo inför framförandet av låten "Faller en, faller alla". Som en del i scenspråket och framträdandet fanns på scenen en grupp antifascistiska aktivister med budskapet "Free Joel" som hänsyftar till en person som anhölls och dömdes för dråpförsök och våldsamt upplopp med anledning av antirasistdemonstrationerna i Kärrtorp 2013.

## Stiftelse
År 2011 instiftade hon Stiftelsen Sofia Jannok Arvas.. Stiftelsen delar ut stipendier till personer eller sammanhang för urfolk, både i och utanför Sápmi..

### Pristagare
- 2024: Anna Sarri, företagare[25][26]

## Media
Sofia Jannok medverkar i den fransk-svenska TV-serien Midnattssol från 2016 och i SVT-serien Världens Sofia Jannok från 2016.

## Priser och utmärkelser (urval)
- 2006 – Norrbottens läns landstings Rubus arcticus
- 2006 – Gevalias musikpris
- 2007 – Prins Eugens Kulturpris
- 2008 – SKAP-stipendium
- 2017 – Ulla Billquist-stipendiet[27]
- 2019 – Stipendiat Stiftelsen Visans Vänners Stipendiefond
- 2020 – Evert Taube-stipendiet
- 2021 – Hedersdoktor vid Luleå tekniska universitet[28]

## Diskografi (album)
- 2007 – White/Čeaskat
- 2009 – Áššogáttis (By the Embers)
- 2013 – Áhpi – Wide as Oceans
- 2016 – ORDA – This is my land
- 2021 – Lávv u